# Britt Rampelberg
Britt Rampelberg, född 5 juni 2000 i Dendermonde, är en belgisk volleybollspelare (libero).
Britt Rampelberg studerade vid Topsportschool Vilvoorde och spelade därefter med Asterix Avo Beveren till 2023. Därefter har hon varit proffs i Rumänien och Frankrike. Hon debuterade i landslaget 2018, under Volleyball Nations League 2018.